# The Morning After
The Morning After – trzeci album studyjny niemieckiego zespołu thrash metalowego Tankard. Wydawnictwo ukazało się we wrześniu 1988 roku nakładem wytwórni muzycznej Noise Records. Nagrania zostały zarejestrowane między sierpniem a wrześniem 1988 roku w Musiclab Studio w Berlinie. Album ten stał się pierwszym komercyjnym sukcesem zespołu. Do tytułowego utworu nakręcono teledysk. To ostatni album, na którym zagrał perkusista Oliver Werner.

## Lista utworów
Opracowano na podstawie materiału źródłowego.
Strona A
1. "Intro" – 00:28
2. "Commandments" – 2:52
3. "Shit-Faced" – 4:03
4. "TV Hero" – 6:01
5. "F.U.N." – 3:12
6. "Try Again (Spermbirds cover)" – 3:42

Strona B
1. "The Morning After" – 4:26
2. "Desperation" – 4:36
3. "Feed the Lohocla" – 3:59
4. "Help Yourself" – 5:03
5. "Mon Cheri" – 00:48
6. "Outro" – 00:29

## Twórcy
Opracowano na podstawie materiału źródłowego.

- Andreas "Gerre" Geremia – śpiew
- Frank Thorwarth – gitara basowa
- Axel Katzmann – gitara
- Andy Bulgaropulos – gitara
- Oliver Werner – perkusja
- Harris Johns - produkcja, miksowanie
- Karl-U. Walterbach - produkcja wykonawcza
- Martin Becker - zdjęcia
- Buffo Schnädelbach - zdjęcia
- Sebastian Krüger - okładka albumu